# فيكتور براون
فيكتور براون (بالإسبانية: Víctor Brown)‏ (7 مارس 1927 ببوليفيا - ) هو لاعب كرة قدم بوليفي في مركز الهجوم، شارك في كأس أمريكا الجنوبية 1953 وكأس العالم 1950. وشارك مع منتخب بوليفيا لكرة القدم. أما مع النوادي، فقد لعب مع ليتورال.

## وصلات خارجية
- فيكتور براون على موقع الاتحاد الدولي (مؤرشف)  (الإنجليزية)
- فيكتور براون على موقع Soccerway.com (الإنجليزية)
- فيكتور براون على موقع عالم كرة القدم.نت (الإنجليزية)